# Persoonia saccata
Persoonia saccata (лат.) — кустарник, вид рода Персоония (Persoonia) семейства Протейные (Proteaceae), эндемик юго-запада Западной Австралии. Прямостоячий куст с линейными листьями и группами до пятидесяти или более жёлтых цветков неправильной формы, опушённых снаружи. Обычно растёт в лесах, где преобладают Eucalyptus marginata, Corymbia calophylla или крупные виды банксий.

## Ботаническое описание
Persoonia saccata — прямостоячий, иногда раскидистый кустарник со множеством основных стеблей. Достигает высоты 0,2-1,5 м с большим подземным лигнотубером. Кора на стволе в основном гладкая, серая. Листья расположены поочередно, имеют линейную форму с загнутыми краями, 50-170 мм в длину и около 1 мм в ширину. Листья мягкие и гибкие, в молодом возрасте опушённые, одинакового цвета на обеих поверхностях, жилки обычно не видны. Цветки расположены группами от десяти до пятидесяти или более на концах ветвей или в пазухах листьев. Каждый цветок находится на конце опушённой цветоножки длиной 3,5-12 мм и расположен более или менее горизонтально. У соцветий есть цветоносный побег длиной 20-250 мм. Цветок состоит из четырёх ярко-жёлтых опушённых листочков околоцветника длиной 9-14 мм, сросшихся у основания, но с загнутыми назад кончиками. Цветок неправильной формы, нижняя часть околоцветника имеет форму мешочка. Листочки околоцветника соединены в основании с закатанными кончиками, так что при взгляде с конца он напоминает крест. Центральный столбик окружён четырьмя ярко-жёлтыми пыльниками с белыми кончиками, также разной длины. Пыльники срослись с листочками околоцветника и, в отличие от большинства других персоний, соединены от основания до кончика. Цветение происходит с июля по январь. Плоды — гладкие костянки овальной формы, содержащие орехоподобное ядро (семя, окружённое эндокарпом) 8-11 мм в длину и 4,5-6 мм в ширину.

## Таксономия
Впервые вид был официально описан в 1830 году Робертом Брауном в Supplementum primum Prodromi florae Novae Hollandiae. Видовое название — от латинского слова sacca, означающего «мешок».
Немецкий ботаник Отто Кунце предложил биномиальное название Linkia saccata в 1891 году из первоначального описания Антонио Хосе Каваниллесом рода Linkia, но в конечном итоге это название было отклонено в пользу Persoonia.
Род был рассмотрен Питером Уэстоном в серии Flora of Australia в 1995 году, и вид P. saccata был помещён в группу Teretifolia, группу из 10 видов с характерными цветками. Их крючковидные пестики намного короче, чем у других персооний, а рыльце утоплено в углублении в листочках околоцветника.

## Распространение и местообитание
Persoonia saccata — эндемик юго-запада Западной Австралии. Растёт в лесу или в лесной местности, где преобладают Eucalyptus marginata или Corymbia calophylla, иногда банксией. Встречается в прибрежных районах между озером Пинджар и рекой Блэквуд в биогеографических регионах Эйвон-Уитбелт, Эсперанс-Плейнс, Джаррах-Форест, прибрежная равнина Суэйн-Лейк и Уоррен.

## Экология
Вид активно восстанавливается после лесных пожаров из древесного лигнотубера растения. Следующим летом оно даёт большие группы цветов, но в последующие годы их количество уменьшается, пока растение выпускает короткие побеги без цветов.

## Охранный статус
Вид классифицируется Департаментом парков и дикой природы правительства Западной Австралии как «не находящаяся под угрозой исчезновения».